# Mostefa Ben Boulaïd
Mostefa Ben-Boulaïd (en árabe: مصطفى بن بولعيد‎; Arris, Argelia francesa, 5 de febrero de 1917 - Batna, Argelia francesa, 22 de marzo de 1956) fue un líder revolucionario argelino.

## Biografía

### Segunda Guerra Mundial
Ben-Boulaid nació en Arris, provincia de Batna, Argelia. En 1939, realizó el servicio militar obligatorio y fue movilizado para luchar por los aliados durante la Segunda Guerra Mundial. En 1944, durante la campaña de Italia, Ben-Boulaid demostró valentía, lo que le valió la Medalla Militar y la Cruz de Guerra. Fue desmovilizado con el grado de ayudante, regresó a su país y se unió al Partido Popular Argelino.

### Figura revolucionaria
Ben-Boulaid se convirtió en una figura política y militar importante de la Organización Especial (OE). Compró armas con sus propios fondos, apoyó a militantes perseguidos por las autoridades francesas y distribuyó armas. Ben-Boulaid participó en las elecciones a la Asamblea de Argelia de 1948 y ganó. Sin embargo, la administración colonial anuló la elección. Fue miembro fundador del Comité Revolucionario de Unidad y Acción. Del 22 al 25 de junio de 1954 presidió una reunión crucial cuyo objetivo era unir a las fuerzas revolucionarias. Se convirtió en miembro del "Comité de los Seis" (los líderes insurgentes). 
Durante la guerra de Argelia, Ben-Boulaid fue responsable de la Zona I (Aurés). Se enfrentó a fuerzas francesas fuertemente armadas y sufrió grandes pérdidas. En 1955 viajó a Libia para comprar armas. Participó en la batalla de Ifri el blah y en la batalla de Ahmar Jaddou, cerca de Batna.[cita requerida]

### Arresto y fuga
El 11 de febrero de 1955, Ben-Boulaid fue arrestado en Túnez. Ben-Boulaid fue encarcelado en la cárcel de Coudiat, la prisión central de Constantina, y fue condenado a muerte. En noviembre de 1955, se fugó junto con otros reclusos, con la complicidad de un guardia de la prisión, Djaffer Chérif, también llamado Lajdar, que era un chaoui de Béni Frah. Uno de los otros prisioneros fue Tahar Zbiri, quien inició un golpe de estado fallido contra el presidente Houari Boumédiène en 1967. Durante la fuga, uno de los compañeros de Ben-Boulaid resultó herido, fue recapturado y posteriormente decapitado.

### Muerte
El 21 de marzo de 1956, Ben-Boulaïd murió al explotar una bomba de radio francesa lanzada en paracaídas.

## Legado
Las plazas principales de Batna y Arris albergan bustos de Ben-Boulaid. En Batna, un callejón y una escuela secundaria recibieron su nombre. En Annaba, una de las avenidas que une el bulevar Bertagna (antiguo Cours Bertagna) con la avenida de la Revolución lleva su nombre, al igual que los barrios de Saint-Cloud, Plaisance y Kouba, así como las playas de Chapuis Toche y Toche. El aeropuerto de Batna lleva el nombre de Ben-Boulaid.